# (7801) Goretti
(7801) Goretti (1996 GG2) – planetoida z pasa głównego asteroid okrążająca Słońce w ciągu 4,31 lat w średniej odległości 2,65 j.a. Odkryta 12 kwietnia 1996 roku.